# Ostheim
Ostheim település Franciaországban, Haut-Rhin megyében. Lakosainak száma 1654 fő (2022. január 1.). Ostheim Colmar, Houssen, Bennwihr, Beblenheim, Zellenberg és Guémar községekkel határos.

## Népesség
A település népességének változása:
| Lakosok száma | 1564 | 1581 | 1626 | 1612 | 1633 | 1654 | 1660 | 1658 | 1654 |
|               | 2013 | 2015 | 2016 | 2017 | 2018 | 2019 | 2020 | 2021 | 2022 |